# تكدام برزند
تكدام برزند (بالإنجليزية: Tak Dam-e Barzand)‏ هي منطقة سكنية تقع في أردبيل في إيران.